# Oswald Gomis

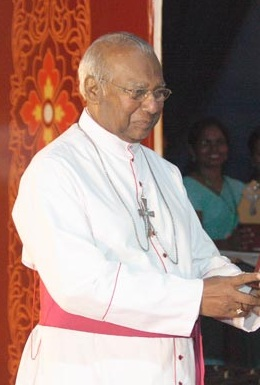
Oswald Gomis

Oswald Thomas Colman Gomis (1932-2023) là một Giám mục người Sri Lanka của Giáo hội Công giáo Rôma. Ông nguyên là Tổng giám mục Tổng giáo phận Colombo từ năm 2002 đến năm 2009, Chủ tịch Hội đồng Giám mục Sri Lanka và Chủ tịch Liên Hội đồng Giám mục Á Châu.

## Tiểu sử
Tổng giám mục Oswald Thomas Colman Gomis sinh ngày 12 tháng 12 năm 1932 tại Kelaniya, Sri Lanka. Sau quá trình tu học dài hạn tại các cơ sở chủng viện theo Giáo luật quy định, ngày 3 tháng 2 năm 1958, Phó tế Gmois tiến đến việc được truyền chức linh mục. Tân linh mục 25 tuổi trở thành thành viên linh mục đoàn của Tổng giáo phận Colombo in Ceylon. Giám mục cử hành nghi thức truyền chức là Tổng giám mục Thomas Benjamin Cooray, O.M.I, Tổng giám mục Tổng giáo phận Colombo in Ceylon.
Với hơn mười năm kinh nghiệm trong công tác mục vụ với sứ vụ linh mục, ngày 9 tháng 4 năm 1968, tin tức từ phía Tòa Thánh cho biết, Giáo hoàng đã quyết định tuyển chọn linh mục Oswald Thomas Colman Gomis làm Giám mục Phụ tá Tổng giáo phận Colombo in Ceylon, với chức danh Giám mục Hiệu tòa Mulia. Các nghi thức và lễ truyền chức cho vị giám mục tân cử đã được cử hành sau đó vào ngày 17 tháng 7 cùng năm, với sự tham dự chính của ba giáo sĩ. Chủ phong cho vị tân chức là Hồng y Thomas Benjamin Cooray, O.M.I., Tổng giám mục Colombo in Ceylon. Hai giáo sĩ khác trong vai trò phụ phong, gồm có Giám mục Anthony de Saram, Giám mục chính tòa Giáo phận Galle và Giám mục Jacob Bastiampillai Deogupillai, Giám mục Phụ tá Giáo phận Trincomalee-Batticaloa. Tân giám mục chọn cho mình châm ngôn:All for love.
Với hai mươi bảy năm làm Giám mục phụ tá tại Tổng giáo phận Colombo in Ceylon, ngày 2 tháng 11 năm 1995, Tòa Thánh ra thông báo, qua đó quyết định thuyên chuyển Giám mục Gomis làm Giám mục chính tòa Giáo phận Anuradhapura. Bảy năm phục vụ tại Anuradhapura chấm dứt bằng quyết định của Tòa Thánh, ấn kí ngày 6 tháng 7 năm 2002, thăng Giám mục Gomis làm Tổng giám mục chính tòa Tổng giáo phận Colombo (đổi tên từ Tổng giáo phận Colombo in Ceylon). Tổng giám mục Oswald Thomas Colman Gomis từ nhiệm ở tuổi 77 ngày 16 tháng 6 năm 2009, vì lí do tuổi tác, theo quy định của Giáo luật.
Ngoài các chức danh chính từ Tòa Thánh, từ năm 1998 đến năm 2004, ông còn kiêm thêm chức danh Chủ tịch Hội đồng Giám mục Sri Lanka và từ năm 2000 đến năm 2005, ông còn là Chủ tịch Liên Hội đồng Giám mục Á Châu [F.A.B.C.]. Ông qua đời ngày 3 tháng 2 năm 2023, thọ 90 tuổi.